# 我是查理
我是查理（法語：Je suis Charlie，[ʒə sɥi ʃaʁ.li]），是一個聲援言論自由、人民合法持枪與反恐的活動，主要是在紀念查理周刊總部槍擊案。2015年1月7日，法國巴黎的左派雜誌《查理周刊》遭到穆斯林激進份子恐怖襲擊，還有後續襲擊，导致17人死亡（加上3名兇手，共20人死亡），全世界網友自發性發起「我是查理」串聯活動，此活動一方面是追悼罹難者，另一方面是表達捍衛言論自由的決心，亦有向施暴者表達「殺死一個查理，還有千千萬萬個查理」的意思。

## 簡介
《查理周刊》，是法國一本政治諷刺雜誌。名稱則是來自查理·布朗（Charlie Brown），《花生漫畫》的主角人物，因為《查理月刊》長期刊載《花生漫畫》，因此用查理·布朗作為月刊的名字。查理周刊發行團隊選擇這個名字，也暗藏了嘲諷夏爾·戴高樂的意思。

我是查理

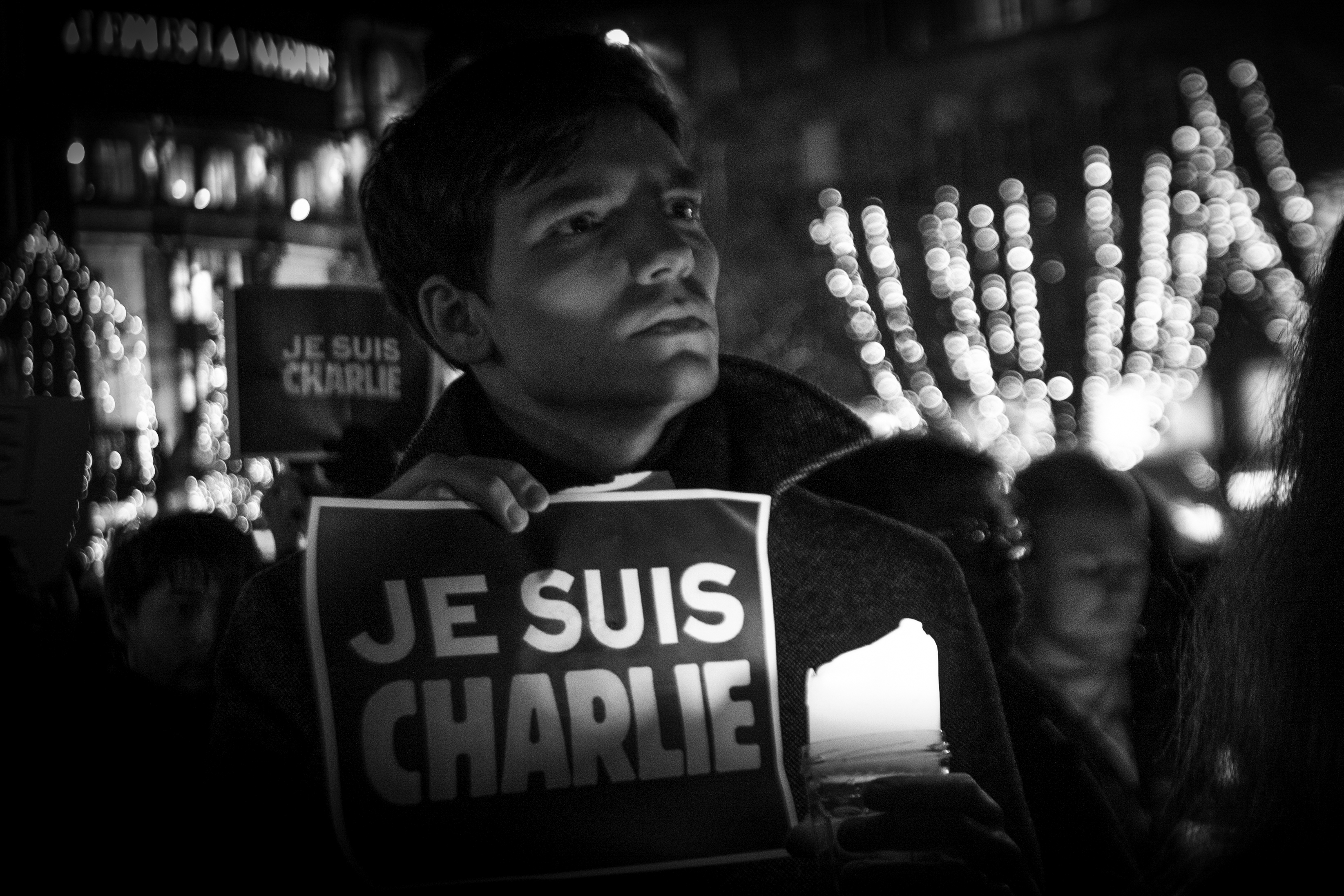
民眾追悼死者時手持的標語，2015年1月7日

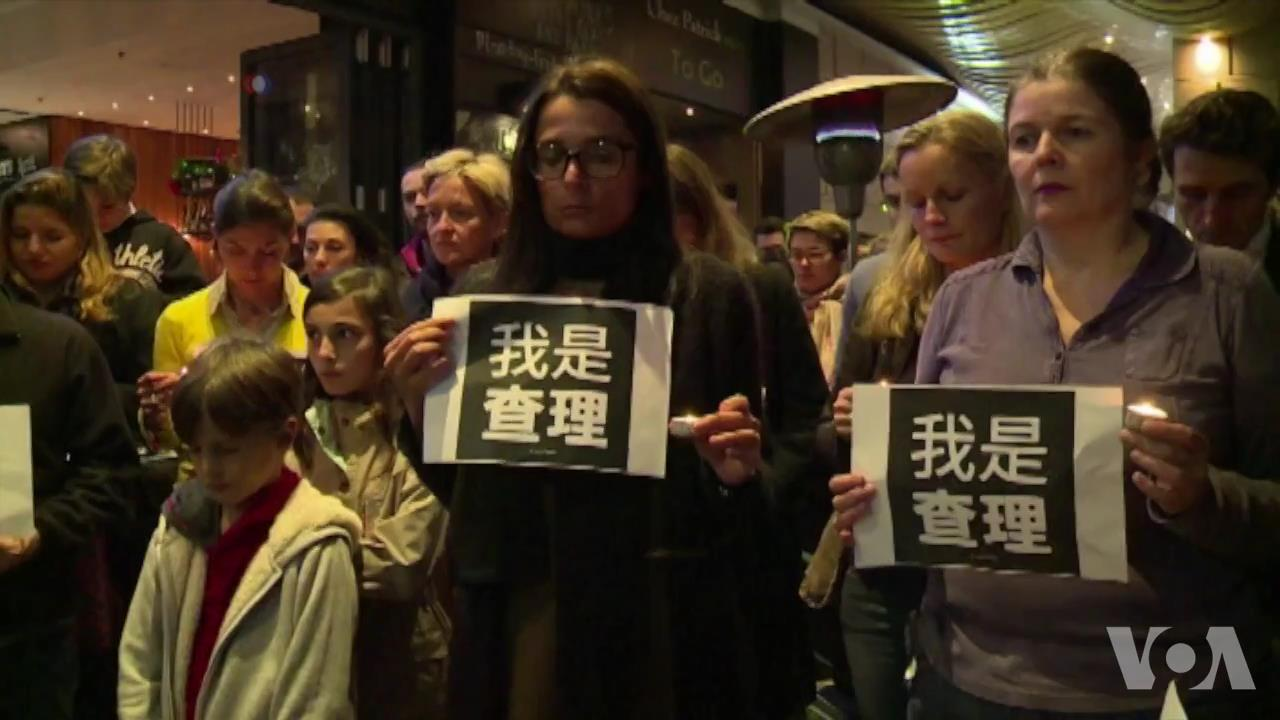
我是查理中文標語

查理周刊的网站在恐怖袭击后不久被迫关闭，不久之后网站再次启动，网页改为黑色背景白色大标题的「Je suis Charlie」（我是查理），这个大标题在各种地方被引用。在追悼集会和游行中人们举起写有「Je suis Charlie」的宣传纸，用手机画面显示「Je suis Charlie」并用蜡烛摆出「Je suis Charlie」的造型。另外全世界的各个新闻网站也在网页显示上「Je suis Charlie」（我是查理）。
法語中，恰巧同時是「聯繫動詞」（“、是”）和動詞（“、跟隨”）的直陳式現在時第一人稱單數，因而，「我是查理」亦為雙關“我追隨查理”。
恐怖襲擊事件的倖存者表示：「突然間，我們消遣過的所有人，都自稱是我們的朋友。」

## 圖集
各地支持與哀悼的集會（部分）

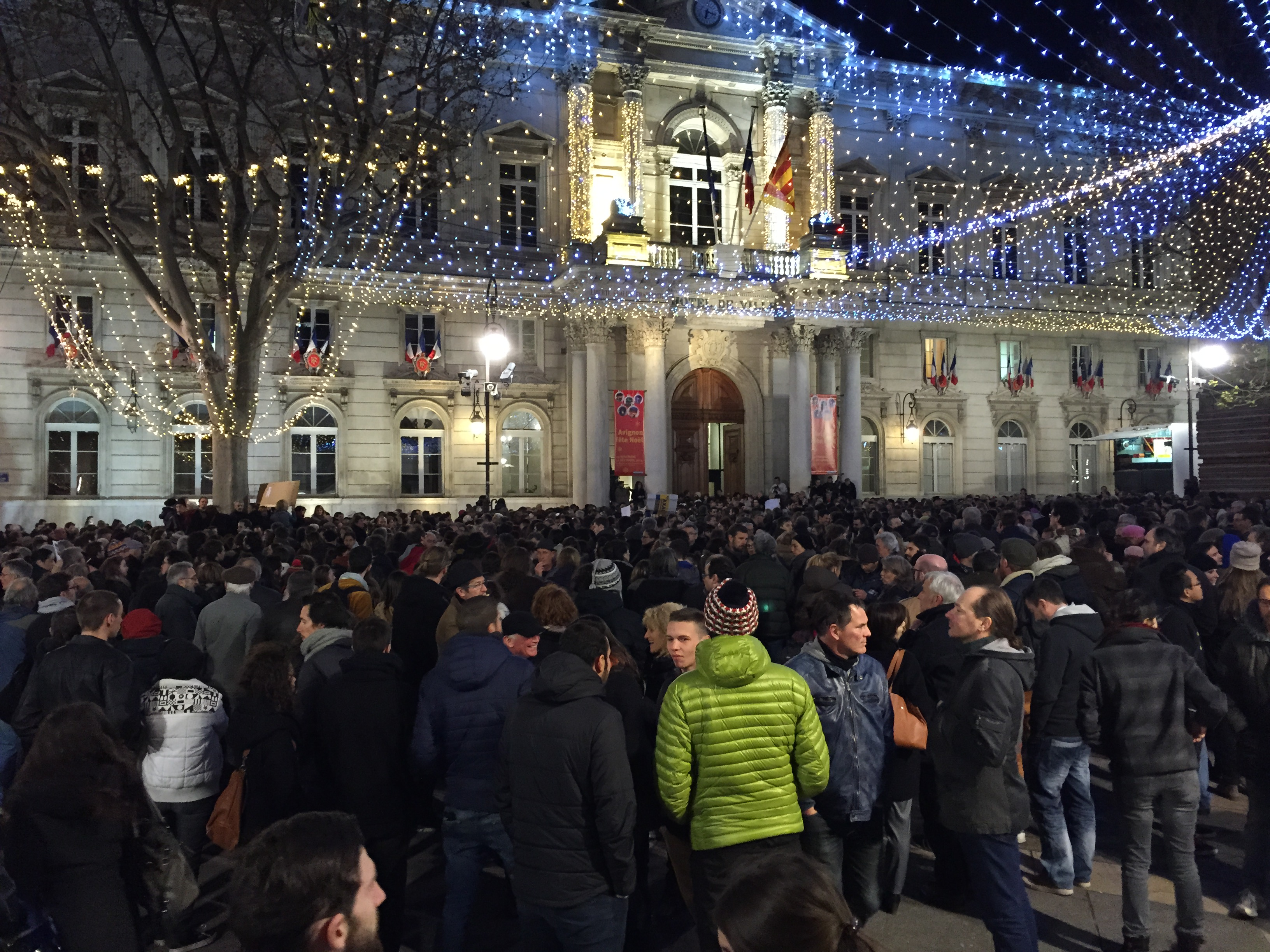
亞維農
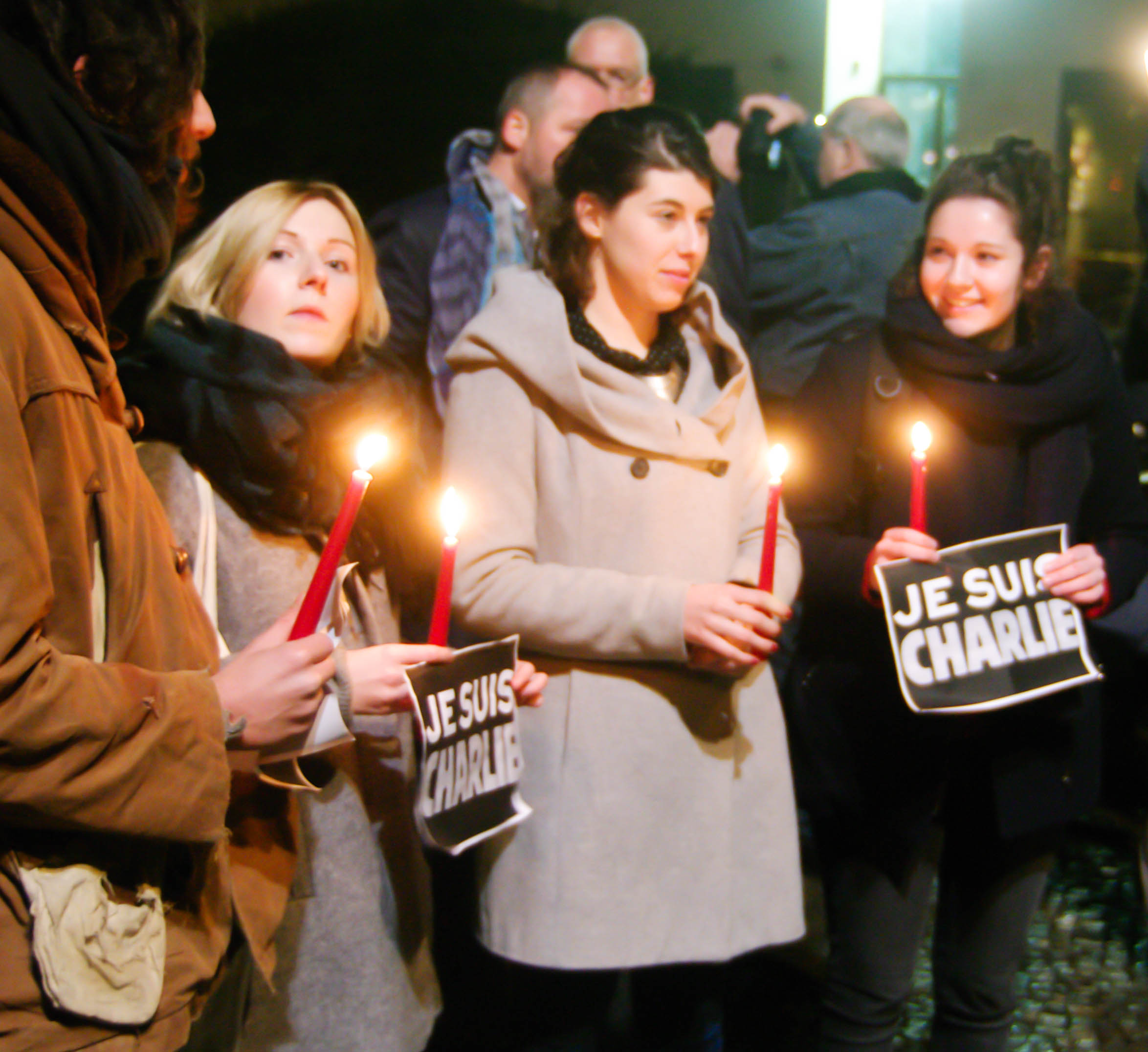
柏林
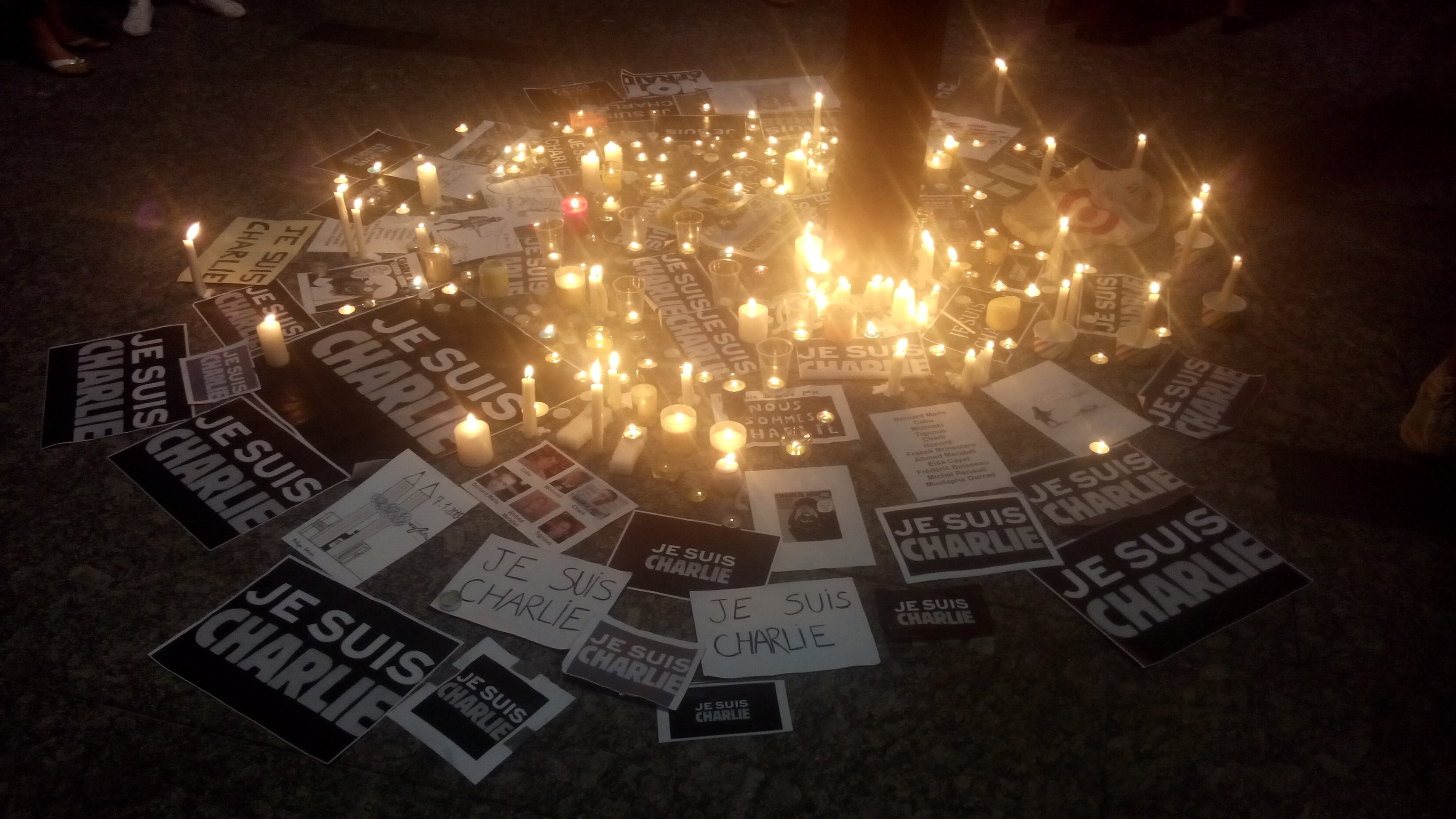
布里斯班
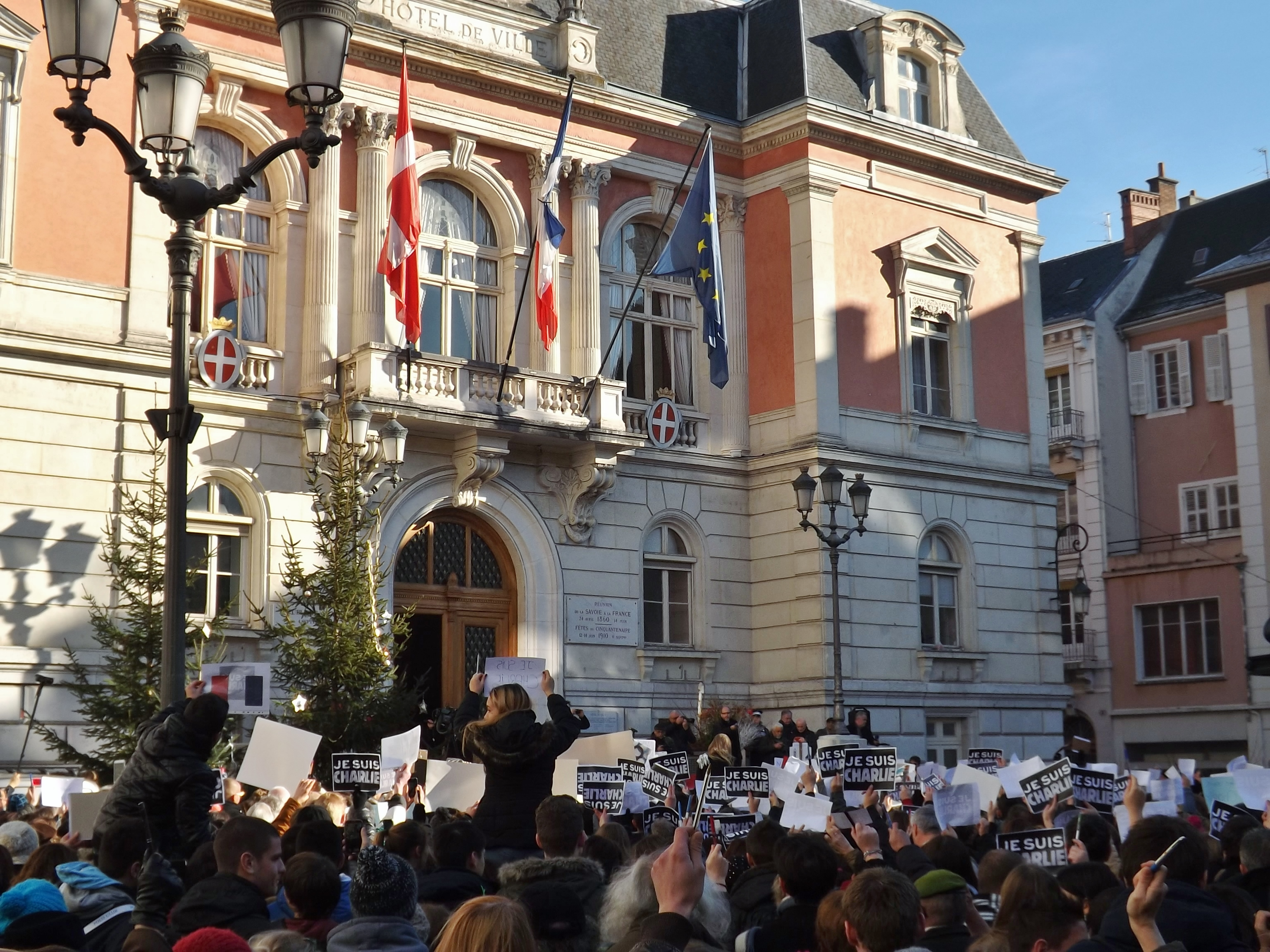
尚贝里
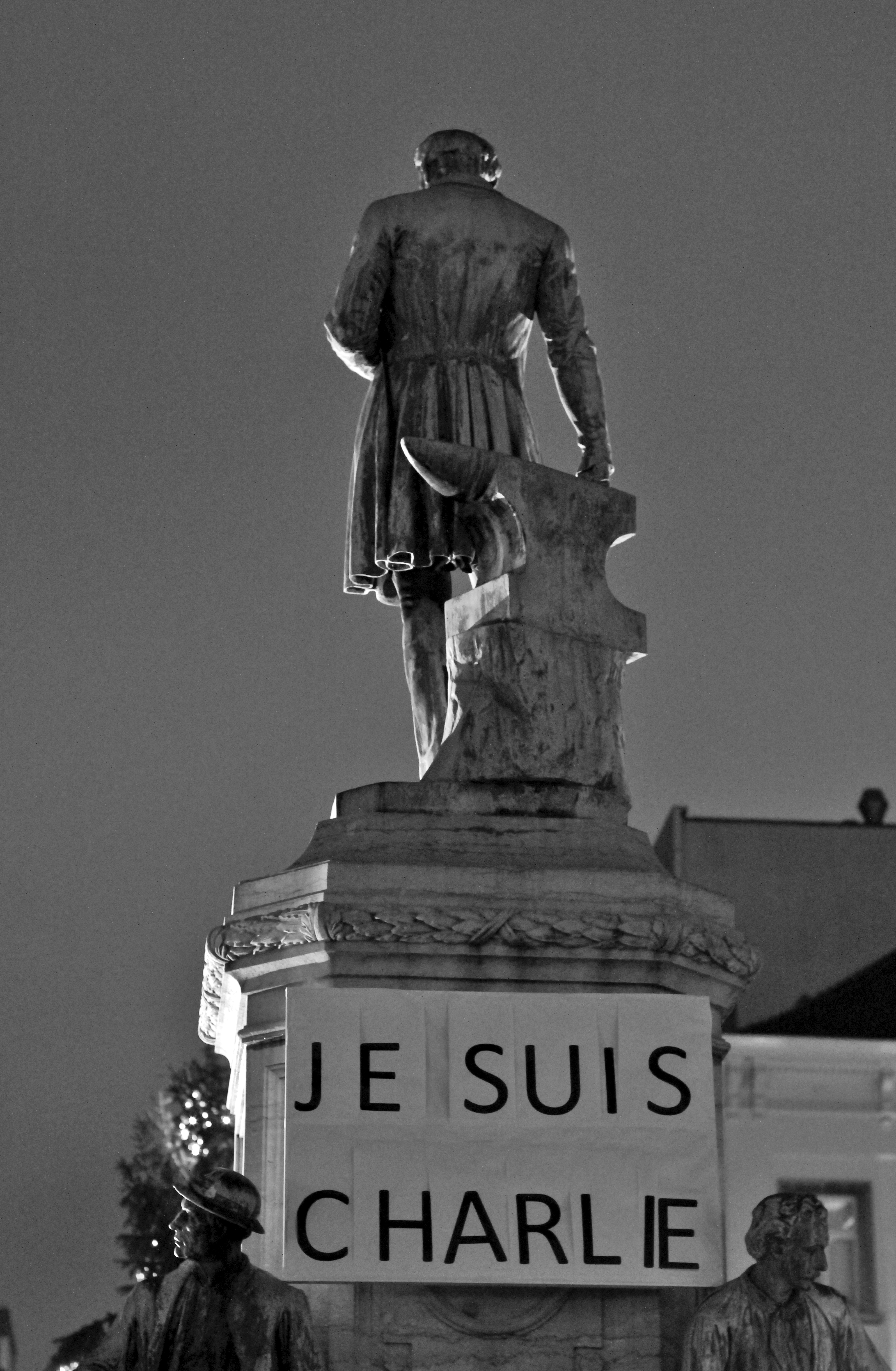
布鲁塞尔
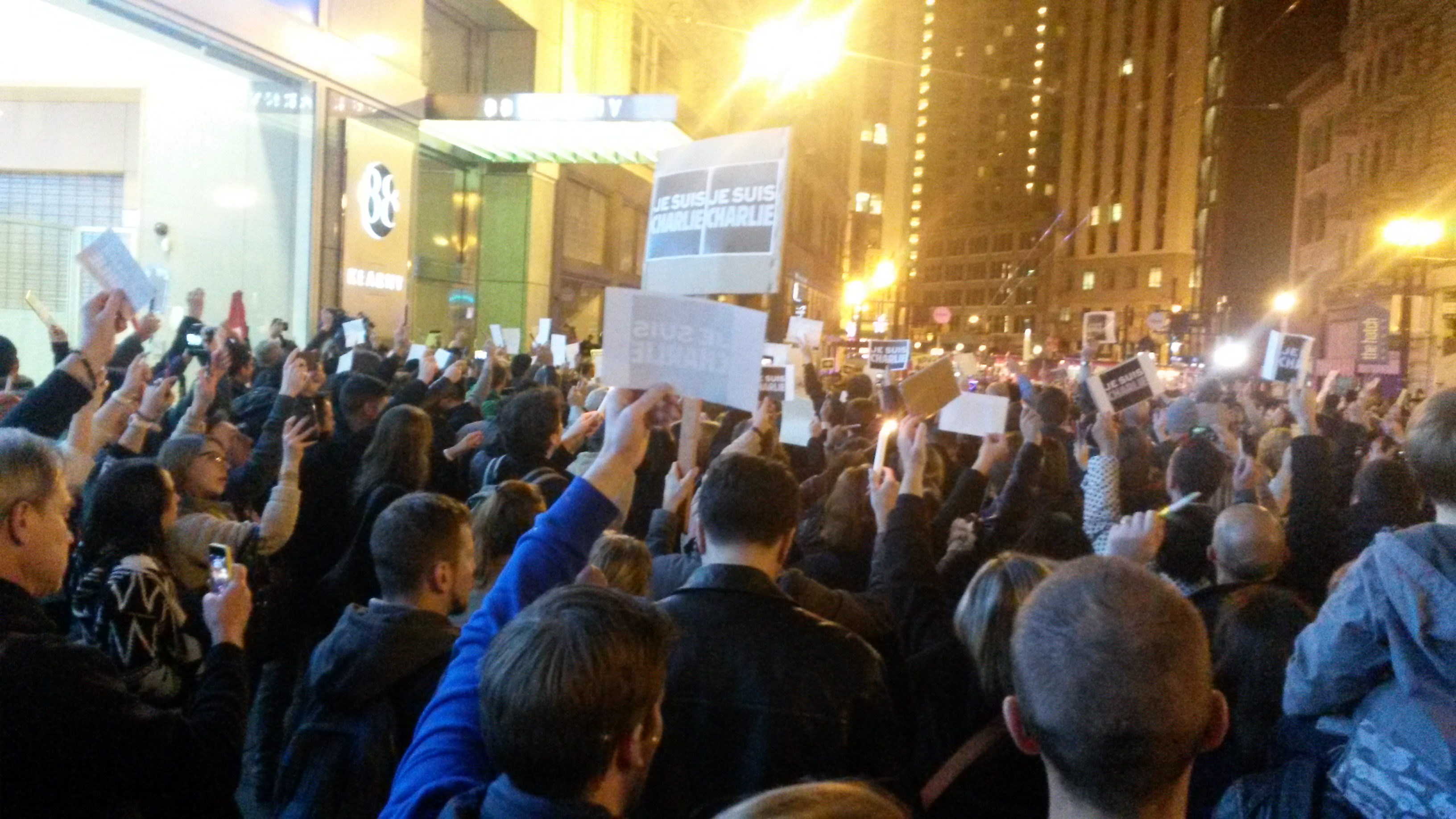
舊金山
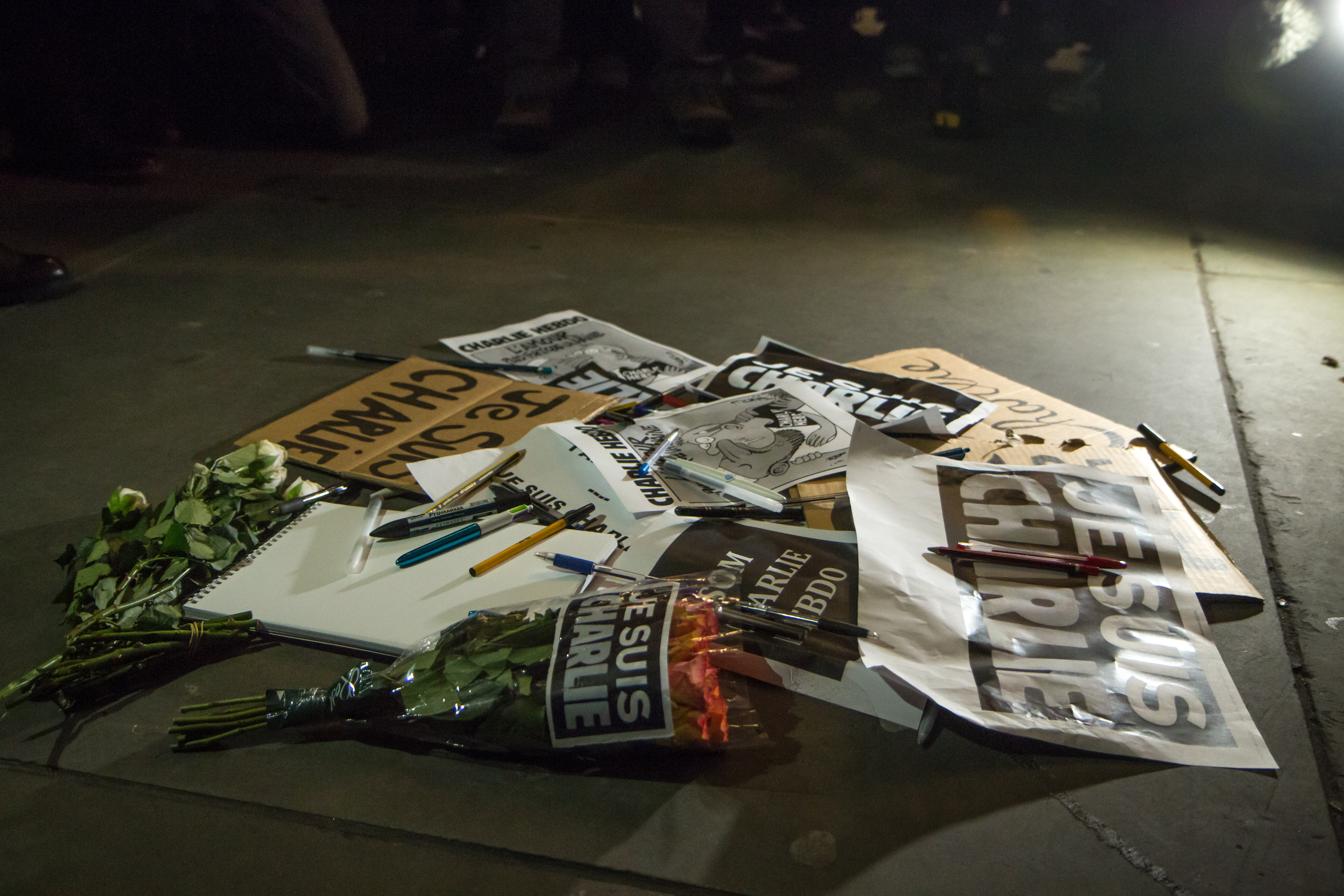
倫敦
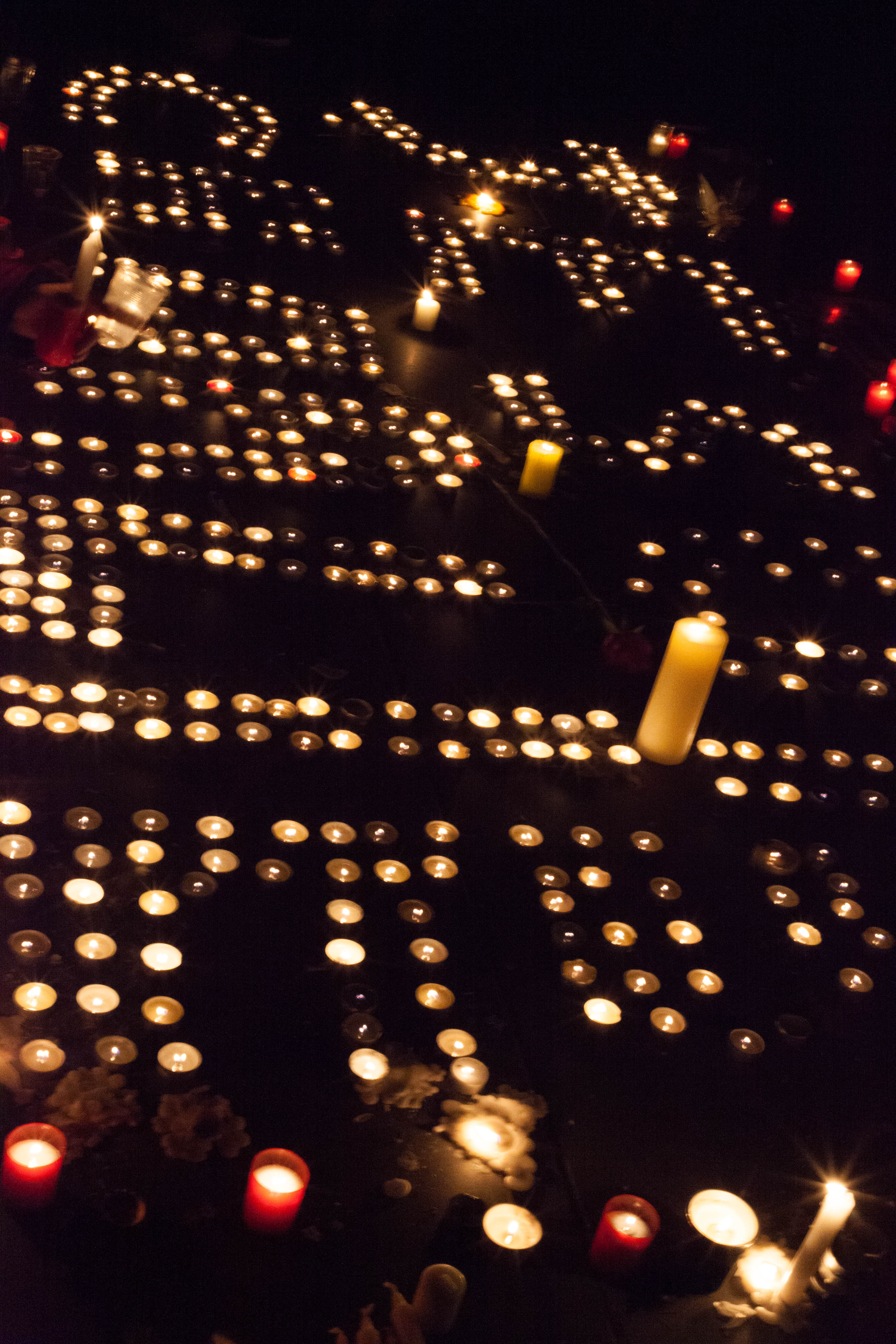
巴黎

## 批評
部分非支持者認為，「我是查理」聲援的《查理周刊》是在嘲諷其他的宗教信仰，其實是屬於無限制的言論自由，過度的宣傳標語已經曲解言論自由的範圍，因此發起有別於「我是查理」的「我不是查理」（Je ne suis pas Charlie）活動。同時指出查理周刊总部枪击案發生期間，在北非奈及利亞博科聖地的一起屠殺事件，死亡人數遠超過此次事件的數十倍，卻被大多數的新聞媒體選擇性遺忘。
不支持者也認為《查理周刊》其實不是公正的媒體，因為它曾在2008年開除旗下的漫畫家Maurice Sinet，原因是他的作品在《查理周刊》上刊登出來之後，被猶太社群強烈抗議是在譏諷猶太人。然而該篇漫畫僅是諷刺當時法國總統薩科齊的兒子，要娶法國猶太富商「家電連鎖大王」的女繼承人為妻，Sinet諷刺地說「如果這小子改信猶太教，他一生就更可以過得安安穩穩」，因此而被開除。
2015年1月15日，天主教教宗方濟各出訪菲律賓，在專機飛抵馬尼拉前表示，言論自由是一項基本人權，「但每個宗教都有它的尊嚴」。當被問及查理周刊總部槍擊案，則表示說，「人不能侮辱別人的信仰，不能把冒犯別人的信仰當成樂趣。言論自由也有界限，每一種宗教都有其尊嚴。」

## 辯論
2015年1月14日，聯合國教科文組織就查理周刊槍擊案後所引發的言論自由界限之省思進行了辯論。

## 外部連結
- Je Suis Charlie placard translated into several languages from the Charlie Hebdo web site.
- #JeSuisCharlie: Cartoonists Raise Their Pencils in Solidarity With Charlie Hebdo （页面存档备份，存于）
- Solidarity in Prague (Czech republic) （页面存档备份，存于）
- Je Suis Charlie: Vigils held around the world after Paris terror attack, in pics （页面存档备份，存于） Daily Telegraph 8 January 2015.